# ローンストン子爵
コーンウォール州におけるローンストン子爵（ローンストンししゃく、英語: Viscount LauncestonまたはViscount of Launceston）は、イギリスの子爵位。グレートブリテン貴族と連合王国貴族としてそれぞれ1度創設された。

## 歴史
1726年7月26日、イギリス国王ジョージ2世(1683-1760)の息子フレデリック・ルイス王子(1707-1751)はカーナーヴォン州におけるスノードン男爵、コーンウォール州におけるローンストン子爵、ケント州におけるエルタム伯爵、イーリー島侯爵（Marquess of the Isle of Wight）、エディンバラ公爵に叙された。1751年にフレデリック・ルイス王子が死去すると、その息子ジョージ(1738-1820)が爵位を継承したが、ジョージが1760年10月25日にジョージ3世としてイギリス国王に即位すると、爵位は王領に統合された。
第一次世界大戦中の1917年、アレクサンダー・フォン・バッテンベルク(1886-1960)はヘッセン大公国とドイツ帝国における称号を放棄し、代わりにマウントバッテン姓を名乗り、連合王国貴族であるコーンウォール州におけるローンストン子爵、バークハムステッド伯爵、キャリスブルック侯爵に叙された。しかし妻との間に娘しかもうけず、1960年に死去すると爵位は廃絶した。

## ローンストン子爵（第1期、1726年）
- 初代ローンストン子爵フレデリック・ルイス王子（1707年 – 1751年）
- 第2代ローンストン子爵ジョージ王子（1738年 – 1820年）
  - 1760年、ジョージ3世としてイギリス国王に即位、爵位は王領に統合された。

## ローンストン子爵（第2期、1917年）
- 初代キャリスブルック侯爵アレグザンダー・アルバート・マウントバッテン（1886年 – 1960年）